# Мушић
Мушић је насељено мјесто у Босни и Херцеговини, у општини Купрес, које административно припада Федерацији Босне и Херцеговине. Према попису становништва из 1991. у насељу је живјело 159 становника.

## Становништво
У Мушићу је према попису из 1991. године живело 159 становника од којих су сви били Срби.
| Националност | 1991.      |
| Срби         | 159 (100%) |
| Укупно       | 159        |

| Демографија | Демографија | Демографија |
| Година      | Становника  | Становника  |
| ----------- | ----------- | ----------- |
| 1961.       | 265         |             |
| 1971.       | 277         |             |
| 1981.       | 229         |             |
| 1991.       | 159         |             |